# Chinezen in Nicaragua
Er leven ongeveer 12.000 Chinezen in Nicaragua. De meesten van hen leven in Bluefields, El Bluff, Laguna de Perlas en Puerto Cabezas. 7000 van hen spreken nog een van de Chinese talen.
Eind 19e eeuw kwamen de eerste Chinese migranten om er te werken als contractarbeider. De meerderheid kwam van de Chinese provincie Guangdong. De Nicaraguanen met de achternamen Lau, Sujo, Chang, Cheng, Siu, Law, Quant, Chow, Chiong, Kuan, Wong, Samqui, Saint en Loyman zijn van Chinese afkomst. Er zijn vijftien families in het land die oorspronkelijk uit Republiek China (Taiwan) kwamen.

## Bekende Chinese Nicaraguanen
- Arlen Siu
- Angela Chow
- Luis Wong Chan
- Nen Chow Sujo
- Vicente Cheng Lee